# بازیچه (آینه سیاه)
بازیچه (به انگلیسی: Plaything)، چهارمین قسمت از فصل هفتم مجموعه آنتولوژی علمی‌تخیلی بریتانیایی آینه سیاه است. فیلم‌نامه این قسمت توسط خالق سریال آینه سیاه یعنی چارلی بروکر نوشته شده و دیوید اسلید آن را کارگردانی کرده است. پس از اپیزود کله آهنی و فیلم تعاملی بندراسنچ (۲۰۱۸)، این سومین تجربه همکاری اسلید به عنوان کارگردان با مجموعه آینه سیاه است. پیتر کاپالدی، ویل پولتر، لوئیس گیبون و میشل آستین از بازیگران این قسمت هستند. با وجود اینکه پولتر، نقش خود در بندراسنچ را در اینجا تکرار کرده، اما بازیچه دنباله مستقیمی برای آن فیلم محسوب نمی‌شود و داستان مجزایی دارد. بازیچه به همراه تمام قسمت‌های دیگر فصل هفتم در تاریخ ۱۰ آوریل ۲۰۲۵ توسط نتفلیکس منتشر شد.
داستان این قسمت در سال ۲۰۳۴ رخ می‌دهد. فردی با ظاهر عجیب به نام کامرون واکر به دلیل دزدی از یک فروشگاه دستگیر می‌شود. پلیس بعد از بررسی سابقه واکر متوجه می‌شود که او مظنون اصلی قتل فردی است که هویت او شناسایی نشده است. روند بازجویی شده و واکر خاطرات پراکنده خود را از دوران جوانی که به عنوان منتقد در پی‌سی زون کار می‌کرده تا تبدیل شدنش به یک بازی‌ساز منزوی را برای پلیس تعریف می‌کند. خاطراتی که در ابتدا بی‌ربط به مسئله قتل به نظر می‌رسند، به مرور پرده از رازی بسیار بزرگتر برمی‌دارند.
بروکر از تجربه اعتیاد خود به بازی ژاپنی تاماگوچی در دوران کودکی و همچنین تجربیات کاری که به عنوان کارمند در پی‌سی زون داشت برای طراحی داستان استفاده کرد. دو بازی سیم سیتی و سیمز منبع الهام بروکر برای خلق بازی بودند که بازیکن باید وقت زیادی را صرف گسترش و نگهداری از شخصیت‌ها و فضای بازی کند. بازیچه با واکنش‌های متوسطی از سوی منتقدان همراه شد. بیش‌تر منتقدان اشاره کردند که ساختار داستانی این قسمت شباهت زیادی به موزه سیاه و به خصوص کریسمس سفید دارد و چندان دارای خلاقیت لازم نیست.